# Johannes Bückler

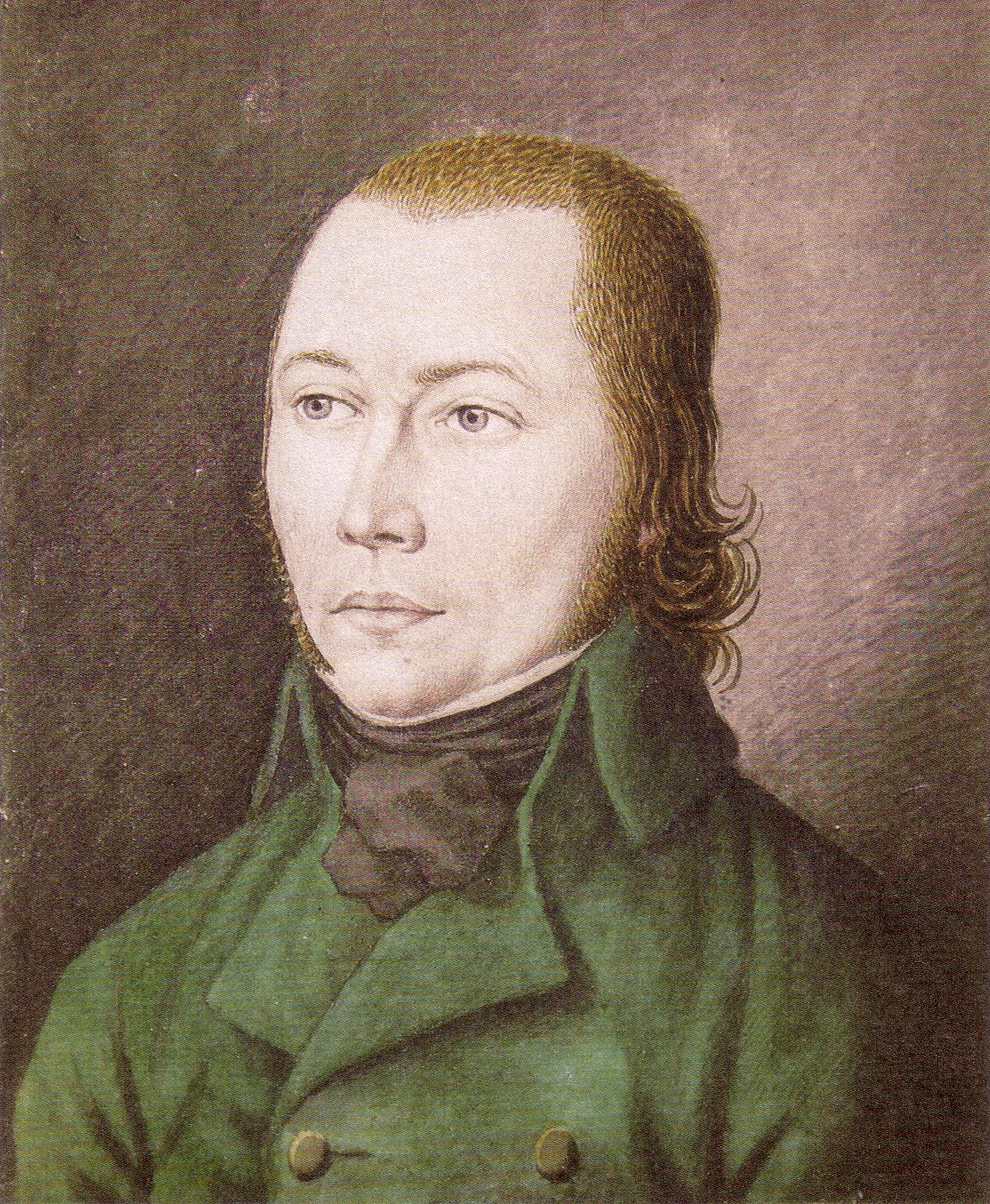
Johannes Bückler, gouache van Karl Matthias Ernst (1803)

Johannes Bückler (1779? – Mainz, 21 november 1803), bijgenaamd Schinderhannes, was een Duitse bandiet, die in zijn korte leven (hij was hooguit 24 toen hij werd geëxecuteerd) medeverantwoordelijk was voor ongeveer 130 misdaden. Hij was vooral verantwoordelijk voor diefstallen, afpersingen en roofovervallen. Hij opereerde bijna altijd samen met anderen, doorgaans in een klein groepje van drie tot zeven mensen. 93 andere criminelen waarmee hij heeft samengewerkt, zijn geïdentificeerd.
Hij was actief in het gebied langs beide oevers van de Rijn, vooral bij de Hunsrück en het gebied ten noorden daarvan in de huidige deelstaat Rijnland-Palts. Bückler maakte echter ook regelmatig uitstapjes naar het omliggende gebied, dat nu bij de deelstaten Hessen en Saarland hoort.

## Levensloop
Het is niet precies bekend waar en wanneer Johannes Bückler geboren is. Miehlen is de meest waarschijnlijke kandidaat voor zijn geboortedorp, maar het kan ook Weidenbach zijn geweest. Vermoedelijk werd hij geboren in de herfst van 1779. Zijn ouders waren Johann Bückler en Anna Maria Schmidt.
Bücklers grootvader Otto Philipp Bickler was ‘Schinder’, vilder (iemand die de huiden van overleden vee afhaalt). Daarom werd zijn zoon Johann ‘Schinderhannes’ (‘Hannes van de vilder’) genoemd. Kleinzoon Johannes Bückler erfde die naam. Vader Johann heeft ook enige tijd als vilder gewerkt, maar hij was een rusteloze geest die het niet lang op één plaats of in één baan uithield. Johann Bückler was een tijdlang keuterboer en zat korte tijd als soldaat in het Oostenrijkse leger, maar deserteerde. Meestal werkte hij als dagloner en verdiende hij wat bij met kruimeldiefstallen.
Johannes Bückler leerde op school lezen en schrijven (veel van zijn kompanen konden dat niet). Hij trad in dienst bij een vilder en werd al op zijn zestiende beschuldigd van het verduisteren van huiden. Het kwam niet tot een gerechtelijke vervolging. Vanaf dat moment leidde Johannes Bückler een zwervend bestaan. Hij hield zich in leven met diefstallen en roofovervallen, bijna altijd samen met anderen. Meestal leidden die eveneens een zwervend bestaan; ze waren bijvoorbeeld scharenslijper, mandenmaker, handelaar of muzikant.
Het was de tijd van de opkomst van Napoleon Bonaparte. Frankrijk had Duitsland tot aan de linkeroever van de Rijn geannexeerd; het gezag van de Fransen was toen nog wankel. Op de rechteroever lag het Heilige Roomse Rijk, een los verband van vorstendommen. Op beide oevers opereerden nogal wat rovers. Het was voor een rover ook heel gemakkelijk zich aan vervolging in Frankrijk te onttrekken door de Rijn over te steken, of zich aan de vervolging in het ene vorstendom te onttrekken door het werkterrein naar het andere te verleggen. Behalve de bende van Schinderhannes (voor zover die bestond…) opereerden in dit gebied bijvoorbeeld ook de ‘niederländische Bande’, die voor het merendeel uit joden bestond, en de Birkenfelder Bande. Bückler werkte enkele malen met leden van deze bendes samen. Zo voerde hij in januari 1801 samen met leden van de Nederlandse Bende een overval uit op een postagentschap in Würges. In het grensgebied tussen Zuid-Limburg, de Voerstreek, de huidige provincie Luik en Noordrijn-Westfalen opereerden de Bokkenrijders.
Bückler werd al verdacht van vele diefstallen, vooral van paarden, toen hij in 1798 in Herrstein werd gearresteerd. Hij werd overgebracht naar Saarbrücken, waar hij wist te ontsnappen. In februari 1799 werd hij nogmaals gearresteerd, nu in Simmern. Hij werd opgesloten in een toren, maar wist in augustus daaruit alweer te ontsnappen. De toren heet tegenwoordig ‘Schinderhannesturm’; binnen is een permanente tentoonstelling over Schinderhannes te zien.
Bückler begon zich steeds meer te specialiseren in roofovervallen in plaats van veediefstallen, altijd in groepsverband, in wisselende samenstelling. Soms overviel het groepje een reizende handelaar, vaker zocht het de woningen van molenaars en joodse kooplui op. De deur werd met een stormram ingebeukt en de bewoners werden gedwongen te vertellen waar ze hun geld en kostbaarheden bewaarden.
Viermaal was Bückler betrokken bij een incident waarbij een slachtoffer viel. De moord op Nikolaus Rauschenberger was een afrekening binnen het roversmilieu. De moord op Simon Seligmann door Bücklers vriend ‘Schwarzer Peter’ was een persoonlijke wraakactie. Bückler heeft naar eigen zeggen nog geprobeerd de moord te voorkomen. Toen Seligmann dood was, deelde Schwarzer Peter wel diens bezittingen met Bückler. Dat was nu eenmaal roversgebruik, zo verklaarde Bückler tijdens zijn verhoren. Peter Riegel werd doodgeschoten toen hij probeerde te vluchten terwijl zijn huis werd leeggeroofd. Het vierde slachtoffer was Mendel Löb, die zich bij een roofoverval probeerde te verdedigen. Hij werd met een pistoolschot om het leven gebracht. Het viel echter niet te bewijzen dat Bückler aan deze moorden medeplichtig was.

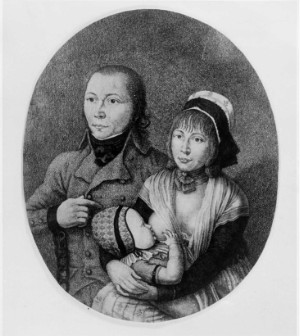
Bückler met Julchen en hun zoontje Franz Wilhelm, gouache van Karl Matthias Ernst (1803)

Na de Paasdagen van 1800 leefde Schinderhannes samen met zijn vriendin Juliane (‘Julchen’) Bläsius (ook wel geschreven als Blasius), de dochter van een rondtrekkende muzikant. Ze nam (soms in mannenkleren) deel aan een aantal roofovervallen.
In 1800 bedacht Johann Leiendecker, een kompaan van Schinderhannes, nog een andere manier om aan geld te komen. Rijke mensen kregen dreigbrieven, ondertekend met ‘Johannes durch den Wald’, waarin geld van hen werd geëist. Gaven ze het niet, dan volgde een overval.
De activiteiten van Schinderhannes trokken steeds meer de aandacht van de autoriteiten. Van zijn kant liet hij ook weinig na om dat te voorkomen. In de zomer van 1801 organiseerde hij bijvoorbeeld een ‘roversbal’ in het dorpje Griebelschied. Dit soort daden vestigden zijn reputatie als groot roverhoofdman. Zoals uit de protocollen van zijn latere verhoren blijkt, werden ook veel misdaden aan hem toegeschreven die hij helemaal niet begaan had.
De reactie van de bevolking op Schinderhannes en zijn kompanen was wisselend. Soms wist de bewoner van een huis dat overvallen werd, alarm te slaan. In enkele gevallen (bij de overval op de familie Wiener in Hottenbach op 13 augustus 1800 en bij de overval op de familie Bär in Merxheim op 28 januari 1801) durfde niemand van de dorpelingen te hulp te komen. In andere gevallen (bij de overval op de familie Löb in Staudernheim op 15 september 1801 en die op de familie Bernhard in Waldgrehweiler op 12 februari 1802) liep de bevolking te hoop en verdreef de rovers.
Op 31 mei 1802 werd Bückler gearresteerd bij Wolfenhausen omdat hij zich verdacht gedroeg en zich in een korenveld probeerde te verschuilen. Toen hij vertelde dat hij Jakob Schweikard heette en zich bij het leger wilde melden, werd hij naar Limburg an der Lahn gebracht, waar zich het dichtstbijzijnde rekruteringsbureau bevond. Een kennis zag hem daar en vertelde de militairen dat Schweikard de beruchte Schinderhannes was. Bückler werd opnieuw gearresteerd en naar Frankfurt am Main gebracht. Daar verklaarde hij zich bereid alles te vertellen, als hij maar niet aan Frankrijk werd uitgeleverd. De Fransen hadden een beloning uitgeloofd voor zijn uitlevering.
Ondanks zijn coöperatieve houding werd hij op 16 juni 1802 samen met Julchen en een paar andere medeplichtigen toch aan Frankrijk uitgeleverd. Daar werd hij gevangengezet in Mainz, dat toen Frans bezit was. Hij werd daar verder verhoord. Ook hier toonde hij zich zeer coöperatief. Hij is meer dan vijftig maal verhoord en beantwoordde 565 vragen. Waarschijnlijk hoopte hij zo zijn huid te redden en in elk geval Julchen en zijn vader, die af en toe ook met hem had samengewerkt, uit de wind te houden. Er bestaat een brief waarin Bückler in het Frans de toenmalige eerste consul Napoleon Bonaparte om gratie vraagt, maar het is niet bekend of hij die zelf geschreven heeft en evenmin of Napoleon de brief ooit onder ogen heeft gekregen.
Op 1 oktober 1802 baarde Julchen in de gevangenis Bücklers zoon Franz Wilhelm.
Op 24 oktober 1803 begon in Mainz het proces tegen Johannes Bückler en 67 anderen. 20 van hen werden vrijgesproken; 20 anderen, onder wie Johannes Bückler, werden ter dood veroordeeld. Van de rest kregen de meesten langdurige gevangenisstraffen.
Op 21 november 1803 (volgens de Franse tijdrekening 29 Brumaire van het jaar XII) stierven de terdoodveroordeelden onder de guillotine, onder overweldigende belangstelling van het publiek. Er waren meer dan 40.000 toeschouwers. Wetenschappers van de plaatselijke universiteit voerden experimenten uit op de ontzielde lichamen om te zien of die nog reageerden op prikkels. De Ruprecht-Karls-universiteit van Heidelberg bewaart nog altijd een skelet dat van Schinderhannes zou zijn, maar zeer waarschijnlijk van een ander is.
Julchen Bläsius werd veroordeeld tot twee jaar tuchthuis. Daarna trad ze als dienstmeisje in dienst bij Johannes Weiß, die haar zoon had geadopteerd. Later trouwde ze met een gendarme genaamd Uebel, en na diens dood met haar neef, de politieman Johann Bläsius. Ze stierf op 3 juli 1851.
Over Franz Wilhelm Bückler, de zoon van Schinderhannes, is weinig meer bekend dan dat hij als onderofficier in het Oostenrijkse leger heeft gediend.
Johann Bückler, de vader van Johannes, werd veroordeeld tot 22 jaar gevangenisstraf. Hij stierf echter al op 28 december 1803.

## Andere leden van Schinderhannes’ ‘bende’
- Franz Bayer, ofwel ‘Scheele Franz’ werd samen met Bückler terechtgesteld.
- Jakob Benedum behoorde tot de ‘Birkenfelder Bande’. Hij stond samen met Bückler in Mainz terecht en werd tot 22 jaar gevangenisstraf veroordeeld.
- Peter Dalheimer had korte tijd een relatie met Julchens zuster Margarete. Hij werd in 1801 in Trier ter dood veroordeeld. Het is niet duidelijk of de doodstraf daadwerkelijk is uitgevoerd of dat zijn straf is omgezet in dwangarbeid.
- Peter Hassinger was een van de meest gewelddadige kompanen van Bückler. Hij werd tegelijk met Bückler geëxecuteerd.
- Philipp Klein, ofwel ‘Husaren Philipp’ (zijn vader was huzaar), stierf samen met Bückler op het schavot.
- Johann Leiendecker, een schoenmaker en een van de weinige kompanen van Bückler die lezen en schrijven konden, was het brein achter vele diefstallen en roofovervallen. Hij was ook degene die de dreigbrieven opstelde waarmee hij en Bückler rijke mensen geld afpersten. Zelf kon hij niet aan roofovervallen meedoen, omdat hij kreupel liep. Hij heeft nooit terechtgestaan; het lijkt erop dat hij na het proces tegen Schinderhannes op het rechte pad bleef.
- Johannes Müller, ofwel ‘Müllerhannes’, ofwel ‘Butla’, deed, vaak in gezelschap van zijn twee zonen, aan vele roofovervallen mee. Hij werd, net als zijn zoon Johann Nikolaus, samen met Bückler geguillotineerd. Zijn andere zoon Johannes overleed terwijl het proces tegen hem nog liep.
- Johann Peter Petri, ofwel ‘der alte Schwarzpeter’, ofwel ‘Schwarzer Peter’, werd in 1811 in Mainz tot levenslang veroordeeld. Hij ontliep de doodstraf omdat een groot deel van zijn daden, waaronder de moord op Simon Seligmann, op dat moment al verjaard was. Zijn zoon Peter Petri, ofwel ‘der junge Schwarzpeter’, stond samen met Bückler terecht en werd tot 14 jaar gevangenisstraf veroordeeld. Veel Duitse auteurs, onder wie Anhäuser, leggen verband tussen de oude Schwarzpeter en ‘Schwarzer Peter’, de Duitse naam voor het kaartspel zwartepieten.
- Christian Rheinhard, ofwel ‘Schwarzer Jonas’, werd tegelijk met Bückler in Limburg an der Lahn gearresteerd en samen met hem terechtgesteld.
- Georg Friedrich Schulz, ofwel ‘der schlechte Freier’, specialiseerde zich vooral in paardendiefstallen. Hij stierf samen met Bückler onder de guillotine.
- Peter Zughetto, ook wel ‘Erzpeter’ of ‘Schwarzer Pitschi’ genoemd, nam deel aan vele paardendiefstallen en roofovervallen. Op 17 juli 1802 vond hij de dood tijdens een vuurgevecht met een gendarme in Osann-Monzel.

## Legende en werkelijkheid
Schinderhannes had al tijdens zijn leven de reputatie van een soort Robin Hood, die stal van de rijken en het geld uitdeelde onder de armen. Voor wie de protocollen van zijn verhoren leest, blijft daarvan weinig overeind. Hoewel hij zeker weleens wat gestolen waar weggaf, is er geen enkel bewijs voor dergelijke uitdelingen. Zijn slachtoffers waren vooral molenaars en joodse kooplui, die hij uitkoos omdat ze geld hadden, maar niet omdat hij dat geld wilde uitdelen aan de armen.
Wat ook opvalt, is het gebrek aan compassie met zijn slachtoffers, die vaak zwaar mishandeld werden. Bij de roofoverval op de familie Wiener in Hottenbach op 13 augustus 1800 werd zelfs de baby des huizes mishandeld. Ook hierin leek Bückler heel weinig op Robin Hood. Ook de rol die de drank speelde bij zijn misdrijven is opvallend. Regelmatig dronken hij en zijn kompanen zichzelf moed in voor ze begonnen aan een roofoverval.
Volgens de legende was Schinderhannes een begenadigd roverhoofdman. Ook dat blijkt niet uit de feiten. Meestal opereerde hij in een klein groepje van drie tot zeven mensen. De samenstelling van het groepje wisselde voortdurend. Ze gingen ook niet tewerk volgens een zorgvuldig opgesteld plan. Ze kwamen elkaar toevallig tegen, informeerden vervolgens bij kennissen of er in de buurt nog wat te roven viel en besloten eventueel versterking te halen als de klus daar aanleiding toe gaf. Vaak kenden ze elkaar al van eerdere rooftochten, vaak waren ze nog niet eerder met elkaar op pad geweest. Tijdens zijn verhoren kon Schinderhannes lang niet altijd zeggen wie hem precies bij welke misdaad had geassisteerd. De groep rond Bückler lijkt helemaal niet op een goed georganiseerde bende onder strakke leiding.
In de nazitijd ging Schinderhannes door voor een groot antisemiet omdat onder zijn slachtoffers veel joden waren. Uit de protocollen van de verhoren blijkt echter dat hij niet alleen joodse kooplui beroofde, maar de buit net zo gemakkelijk aan andere joodse kooplui doorverkocht. Een paar overvallen op joodse kooplui waren trouwens wraakacties op helers die hem of kennissen hadden bedrogen.
In tijden dat Duitsland en Frankrijk vijandig tegenover elkaar stonden, werd Schinderhannes vaak opgevoerd als een soort verzetsstrijder tegen de Franse overheersing. Daarvoor is echter geen enkel aangrijpingspunt.

## De Schinderhannestraditie

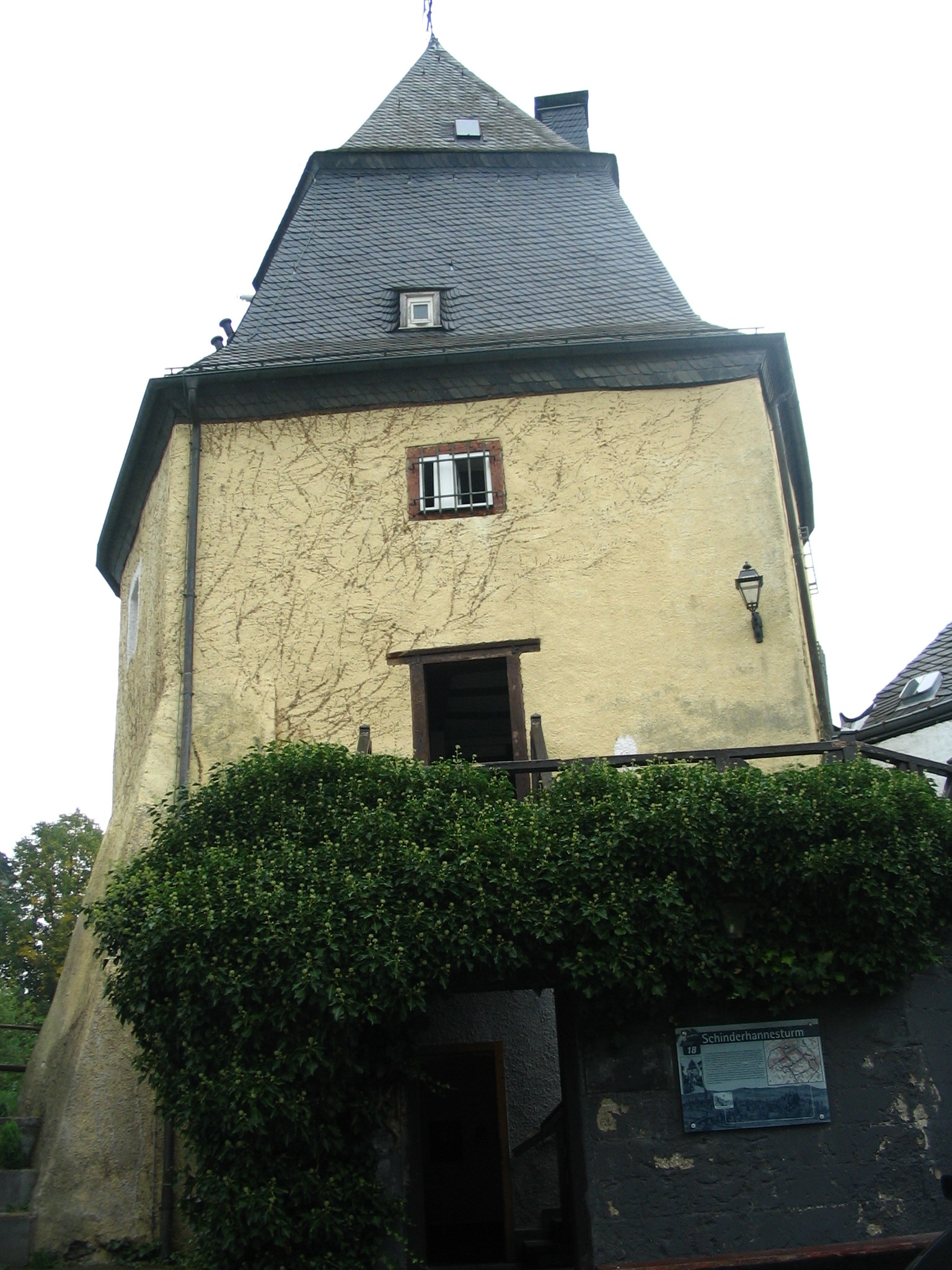
De Schinderhannesturm in Simmern. Bückler zat hier gevangen vanaf februari 1799 en wist in augustus te ontsnappen.

Dit alles neemt niet weg dat Schinderhannes in Duitsland nog altijd een populaire volksheld is. Veel gebouwen dragen zijn naam. Er zijn ‘Schinderhannesturme’ in Simmern, Herrstein en Wuppertal (waar hij overigens nooit geweest is). Ook vele hotels, pensions, cafés en restaurants heten ‘Schinderhannes’. In Hausbay is zelfs een camping die zo heet. In Simmern worden ‘Schinderhannesfestspiele’ gehouden. Door de Hunsrück voert een fietsroute, de ‘Schinderhannes-Radweg’.
Vanuit het plaatsje Emmelshausen in de Rhein-Hunsrück-Kreis wordt jaarlijks (vierde zondag in mei) de Schinder(hannes) Mountainbike Marathon gehouden. Op de pijlborden staat Schinderhannes afgebeeld met een pistool in de hand.
In 2009 kwam het spel ‘Schinderhannes’ op de markt, waarbij de spelers moeten uitzoeken waar Schinderhannes welke misdaad heeft begaan.
Een fossiel van een garnaalachtig diertje dat op de Hunsrück is gevonden, heeft de naam Schinderhannes bartelsi gekregen, naar Schinderhannes, die daar regelmatig opereerde, en de paleontoloog Christoph Bartels. Tot dusver is het bij één vondst gebleven.

## Schinderhannes in de kunst
Al tijdens zijn leven werden liederen over Schinderhannes gemaakt. Kort na zijn dood kwam een stroom boeken over hem op gang, die eigenlijk nooit is opgedroogd. Zelfs de protocollen van zijn verhoren werden gepubliceerd. De boeken variëren van serieuze pogingen om het leven van Bückler te reconstrueren tot kritiekloze compilaties van alle legenden die over hem de ronde deden.
Karl Matthias Ernst (1758 -1830) maakte gouaches van Schinderhannes en enkele van diens medeplichtigen op basis van schetsen die hij tijdens het proces had gemaakt. Ze zijn te bezichtigen in het Hunsrück-Museum in Simmern. Twee ervan zijn afgebeeld bij dit artikel.
De literaire en muzikale werken waarin Schinderhannes figureert, haken doorgaans in op de Schinderhanneslegende. Schinderhannes is een groot roverhoofdman en/of een soort Robin Hood. Enkele bekende werken:
- Het toneelstuk Schinderhannes van Carl Zuckmayer.
- Het toneelstuk Schinnerhannes de rheinische Räuwerschelm van Wilhelm Reuter, geschreven in het dialect van de Westerwaldkreis.
- De roman Schinderhannes van de Duitse schrijver Gerd Fuchs.
- De roman Unter dem Freiheitsbaum van Clara Viebig, die over het leven van Julchen Bläsius gaat.
- Het gedicht Schinderhannes van de Franse dichter Guillaume Apollinaire.
- De opera buffa Schinderhannes van Johannes Jung op een libretto van Emile Seipgens, in het Roermondse dialect.
- De musical Julchen, geschreven door Michael Becker en geregisseerd door Daniel Witzke, voor het eerst opgevoerd tijdens de Schinderhannesfestspiele van juni en juli 2010.[6]
- Ten minste vier films:
  - 1928 - stomme film gebaseerd op het toneelstuk van Zuckmayer, regie Curtis Bernhardt (Kurt Bernhardt).
  - 1957 - televisiefilm naar het toneelstuk van Zuckmayer, regie Peter Beauvais.
  - 1958 - speelfilm, draaiboek van Georg Hurdalek en Carl Zuckmayer, regie Helmut Käutner. Curd Jürgens speelde de hoofdrol.
  - 2000 - speelfilm, draaiboek van Mark Scheibe en Gerd Schmidt, regie Mark Scheibe en Daniela Wolf.